# La Fée Électricité
La Fée Électricité est un tableau de Raoul Dufy réalisé pour l'Exposition universelle de 1937 à Paris.

## Historique
« Mettre en valeur le rôle de l'électricité dans la vie nationale et dégager notamment le rôle social de premier plan joué par la lumière électrique », tel était l'objectif de la commande passée à Dufy par la Compagnie parisienne de distribution d'électricité pour être montrée au Pavillon de l'Électricité à l'Exposition universelle de 1937.
Aidé de son frère et de deux autres assistants, Raoul Dufy réalise, dans un hangar mis à sa disposition de la Centrale électrique de Saint-Ouen, une peinture aux dimensions monumentales, commencée en avril 1936 et achevée un an plus tard. Elle a été commandée par la mairie de Paris (compagnie d'électricité) dans le cadre de l’exposition internationale des arts et techniques dans la vie moderne du 25 mai au 25 novembre 1937 se déroulant à Paris.
Le tableau est formé de 250 panneaux en contreplaqué indéformable parqueté sur bois et cintré (afin d'épouser la courbure de la charpente métallique du Palais de la Lumière de Robert Mallet-Stevens), mesurant chacun 2 m de hauteur sur 1,20 m de largeur. Il utilise une peinture à l'huile très légère, conçue par le chimiste Jacques Maroger, donnant une illusion de gouache et séchant très rapidement. Les personnages sont dessinés à l'encre de chine, puis les couleurs sont portées par-dessus. Ce tableau, avec ses 600 m2, a longtemps été considéré comme le plus grand tableau du monde, mais il a été surpassé largement par le Bauernkriegspanorama de Werner Tübke, tableau réalisé entre 1976 et 1987 et qui totalise 1 722 m2 sur une toile d'un seul tenant.
Les deux-tiers du temps prévu pour l'exécution de la Fée Électricité ont été consacrés à la documentation sur les hommes et les machines.

### Restitution de la fresque en 1954
La Compagnie parisienne de distribution d'électricité a été intégrée dans ce qui est devenu le 8 avril 1946, Électricité de France. La nouvelle société a restitué la fresque à la Ville de Paris en 1954. Le Musée d'Art moderne a récupéré la fresque qui a été installée dans une salle aménagée spécialement en 1964. Il a fallu, en particulier, modifier la courbure de la fresque pour pouvoir l’exposer dans son intégralité.

### Restauration de la fresque en 2020
La fresque a pu être restaurée de juillet à octobre 2020 grâce au mécénat d'une douzaine d'entreprises (dont Électricité de France), ainsi que grâce à des dons de particuliers ou de la Fondation de l’Académie des technologies. La fresque a été rénovée par une dizaine de restaurateurs, pour en particulier protéger l’œuvre de la formation d’éventuelles fissures.

## Savants
Dans la partie inférieure, 108 savants et penseurs qui ont contribué à l'invention de l'électricité sont représentés,.
Deux groupes de droite à gauche sur la fresque, et parmi eux, :

### Côté droit
- Thalès de Milet
- Archimède
- Aristote
- Roger Bacon
- Galilée
- Simon Stevin
- Léonard de Vinci
- Blaise Pascal
- William Gilbert
- Gottfried Wilhelm Leibniz
- Edme Mariotte
- Ewald Georg von Kleist
- Otto von Guericke
- Pieter van Musschenbroek
- Jean Antoine Nollet
- Robert Boyle
- Nicolas Lémery
- Isaac Newton
- Delor
- Thomas-François Dalibard
- Charles du Fay
- Christian Huygens
- Jacques de Romas
- Daniel Bernoulli
- Pierre du Buat
- Jean-Charles de Borda
- Benjamin Franklin
- Jean Le Rond d'Alembert
- Stephen Gray
- Charles-Augustin Coulomb
- Franz Aepinus
- Pierre-Simon de Laplace
- Louis Le Monnier
- Siméon Denis Poisson
- Carl Friedrich Gauss
- Luigi Galvani
- Joseph Priestley
- Henry Cavendish
- Denis Papin
- Alessandro Volta
- James Watt
- James Prescott Joule
- Thomas Johann Seebeck
- Sadi Carnot
- Joseph Fourier
- François Arago
- Georg Ohm
- Hans Christian Ørsted
- Claude Pouillet
- Rudolf Clausius
- Émile Clapeyron
- Julius Robert von Mayer
- Félix Savart
- George Stephenson
- Augustin Fresnel
- Johann Wolfgang von Goethe
- Jean-Baptiste Biot
- André-Marie Ampère

### Côté gauche
- Michael Faraday
- Emil Lenz
- Marc Seguin
- Charles Algernon Parsons
- Jean-Victor Poncelet
- Josiah Willard Gibbs
- Joseph Henry
- Auguste Rateau
- Léon Foucault
- Zénobe Gramme
- Heinrich Daniel Ruhmkorff
- Antonio Pacinotti
- Lucien Gaulard
- Jean-Charles Peltier
- Maurice Leblanc
- Marcel Deprez
- Galileo Ferraris
- Émile Verdet
- Charles Proteus Steinmetz
- Humphry Davy
- John Kerr
- Werner von Siemens
- Anthony Carlisle
- Gabriel Lippmann
- Elihu Thomson
- Gaston Planté
- Jules Joubert
- Svante August Arrhenius
- Antoine Becquerel
- Hermann von Helmholtz
- William Thomson
- James Clerk Maxwell
- Samuel Morse
- Wilhelm Hallwachs
- William Crookes
- Éleuthère Mascart
- Wilhelm Röntgen
- Émile Baudot
- Heinrich Geißler
- Johann Wilhelm Hittorf
- Dmitri Mendeleïev
- Henri Poincaré
- Henry Moseley
- Hendrik Lorentz
- Heinrich Hertz
- Marie Curie
- Pierre Curie
- Alexander Graham Bell
- Thomas Edison
- Gustave Ferrié

## D'autres éléments
Plusieurs inventions sont représentées :
- La machine électrostatique d’Otto von Guericke (1660)
- Le cerf-volant électrique de Jacques de Romas (1753)
- La lettre de Benjamin Franklin à la Royal Society (1751)
- L’expérience de Watson (1747)
- La grenouille de Galvani (1780)
- La pile de Volta (1800)
- La bobine à induction de Faraday (1831)
- L’accumulateur électrique de Gaston Planté (1859)
- Le télégraphe d’Émile Baudot (1874)
- Le banc d’optique (avec Röntgen et Crookes)
- Le générateur de Van de Graaff (1937)
- La lampe à incandescence d’Edison (1879)
- Le dispositif de radiotélégraphie

D'autres éléments incluent :
- la Révolution industrielle
- l'Olympe avec le Panthéon grec : Hermès (grand) Dionysos, Apollon, Athéna, Zeus, Héra, Aphrodite, Ares, Poséidon (en bas)
- la Centrale thermique de Vitry-sur-Seine
- les fêtes du 14 juillet
- Iris, alias la Fée